# Gino Spalmach
Gino Spalmach (Roma, 16 settembre 1900 – Roma, 31 dicembre 1966) è stato un pittore italiano.

## Biografia
Nasce a Roma il 16 settembre 1900 da Oscar e Clara Spalmach. Trascorre la sua giovinezza prima a Massa e poi a Parma. È il padre ad avviarlo alla pittura. Alla morte del padre, nel 1916, si trasferisce a Modena presso un amico del padre e qui frequenta l'Istituto di Belle Arti.
Dopo Caporetto si arruola volontario e parte per il fronte.
Alla fine della guerra, dopo un breve soggiorno a Roma, si trasferisce prima a Venezia poi a Padova per studiare Belle Arti. Qui comincia a lavorare aiutando un pittore locale.
Viene richiamato per completare il servizio di leva con il grado di sottotenente e aderisce al partito fascista. Congedato nel 1921, torna a Roma, dove passa le giornate nei musei. Affitta un locale da adibire a studio. Partecipa al premio reale dell'Accademia di San Luca e arriva primo ex aequo. 
Dopo la marcia su Roma, deluso dal fascismo, abbraccia le idee socialiste. Nel maggio del 1924 viene arrestato per aver distribuito un giornale inneggiante ai lavoratori e trascorre tre giorni a Regina Coeli.
Nel 1924 partecipa nuovamente al premio reale dell'Accademia di San Luca e vince con il quadro "Ultimo commiato". Per il suo antifascismo viene escluso da mostre e lavoro ed una sera, nel rientrare a casa viene assalito e picchiato da un gruppo di fascisti.
Nell'ottobre del 1940 viene richiamato alle armi e destinato con il grado di tenente presso il Comando generale delle truppe italiane in Albania, con l'incarico di ritrarre le scene di guerra. Nel luglio del 1941 torna a Roma in congedo provvisorio. Le sue opere dal fronte vengono pubblicate su giornali ed acquistate da enti pubblici. In quegli anni tenne le prime mostre personali.
Dopo l'8 settembre 1943 viene richiamato e invitato a raggiungere un reggimento di stanza a Mestre. Ma fugge e si rifugia a Mentana, organizzandosi con altri militari per fare resistenza ai tedeschi. A seguito di una soffiata, arrivano i tedeschi ma il gruppo riesce a fuggire inizialmente verso Monte Gennaro e poi verso l'Abruzzo. Lungo il percorso vengono traditi e consegnati ai tedeschi. Il gruppo è portato alla Giustiniana. Caricato su un treno per la Germania, Gino Spalmach arriva al campo di concentramento internazionale di Moosburg, vicino a Monaco, sotto il controllo della Croce Rossa Internazionale. Grazie ad un internato che gli regala fogli di carta e pastelli, ricomincia a lavorare. Nel gennaio 1944 gli ufficiali italiani vengono trasferiti al campo di Wietzendorf, che non ha la protezione della Croce Rossa. Soffre il freddo e la fame. Un capo SS gli fornisce carta e acquerelli chiedendogli qualche lavoretto da vendere in paese. Gino Spalmach dedica gran parte del tempo a fare studi e bozzetti della vita quotidiana del campo e viene anche incaricato di dipingere qualcosa sulle pareti di una piccola cappella ricavata in una baracca. Si ammala.
Il 12 aprile 1945 il campo viene liberato e i prigionieri portati a Bergen, poi di nuovo nelle baracche di Wietzendorf, non più da prigionieri. Finalmente il 17 agosto 1945 Gino Spalmach riparte per l'Italia su un camion e arriva a Roma il 27 agosto.
Riprende a lavorare nel suo studio di via Margutta. Le sue opere eseguite durante il periodo di prigionia hanno molto successo ed espone in diverse gallerie. Partecipa anche alla VI, VII e IX Quadriennale di Roma.
Muore a Roma il 31 dicembre 1966.